# ألدونا غستاس
ألدونا غستاس (بالألمانية: Aldona Gustas) هي رسامة ومؤلفة وكاتِبة وشاعرة ألمانية، ولدت في 2 مارس 1932 في جمهورية ليتوانيا الاشتراكية السوفيتية.